# Liuzhou Bailian Airport
Liuzhou Bailian Airport (kinesiska: 柳州白莲机场, Liǔzhōu Báilián Jīchǎng) är en flygplats i Kina. Den ligger i den autonoma regionen Guangxi, i den södra delen av landet, omkring 190 kilometer nordost om regionhuvudstaden Nanning.
Runt Liuzhou Bailian Airport är det ganska tätbefolkat, med 214 invånare per kvadratkilometer. Omgivningarna runt Liuzhou Bailian Airport är en mosaik av jordbruksmark och naturlig växtlighet.
Genomsnittlig årsnederbörd är 2 096 millimeter. Den regnigaste månaden är juni, med i genomsnitt 417 mm nederbörd, och den torraste är februari, med 54 mm nederbörd.